# Черв'яги
Черв'яги (Caeciliidae) — родина земноводних ряду Безногі земноводні. Має 2 роди та 42 види.

## Опис
Загальна довжина представників цієї родини коливається від 60 до 117, інколи 160 см. Голова невелика. Очі вкриті оболонкою. Мають два рядки зубів на нижній щелепі. Тім'яні кістки черепа стикаються. Потиличний щіток відсутній. Присутнє клапаноподібне щупальце під ніздрями. Тулуб хробакоподібний, трохи сплощений. Особливістю є наявність дрібних округлих лусочок на шкірі, приховані під шкірою очі. Шкіра гладенька, слизька. У деяких видів присутні отруйні залози. Забарвлення переважно темних тонів, іноді із синіми або рожевими смугами.

## Спосіб життя
Полюбляють субтропічні та тропічні ліси. Мешкають у ґрунті та лісовій підстилці, де риють ходи. Зустрічаються на висоті до 1150 м над рівнем моря. Активні вночі. Живляться безхребетними.
Яйцекладні земноводні.

## Розповсюдження
Мешкають у Центральній та Південній Америці.

## Роди
- Caecilia
- Oscaecilia(інші мови)